# Elecciones municipales de San Román de 2006
Las elecciones municipales de San Román de 2006 se llevaron a cabo el 19 de noviembre de 2006 para elegir al alcalde y al Concejo Provincial de San Román para el periodo 2007-2010. La elección se celebró simultáneamente con elecciones regionales y municipales (provinciales y distritales) en todo el Perú.

## Sistema electoral
La Municipalidad Provincial de San Román es el órgano administrativo y de gobierno de la provincia de San Román. Está compuesta por el alcalde y el Concejo Provincial.
La votación del alcalde y el concejo se realiza en base al sufragio universal, que comprende a todos los ciudadanos nacionales mayores de dieciocho años, empadronados y residentes en la provincia de San Román y en pleno goce de sus derechos políticos, así como a los ciudadanos no nacionales residentes y empadronados en la provincia de San Román.
El Concejo Provincial de San Román está compuesto por 11 regidores elegidos por sufragio directo para un período de cuatro (4) años, en forma conjunta con la elección del alcalde (quien lo preside). La votación es por lista cerrada y bloqueada. Se asigna a la lista ganadora los escaños según el método d'Hondt o la mitad más uno, lo que más le favorezca. 

## Composición del Concejo Provincial de San Román
La siguiente tabla muestra la composición del Concejo Provincial de San Román antes de las elecciones.
| Partidos | Partidos                                                              | Regidores |
| -------- | --------------------------------------------------------------------- | --------- |
|          | Lista Independiente N° 1 Movimiento Independiente Moral y Desarrollo  | 7         |
|          | Movimiento Político Unión Regional para el Desarrollo                 | 1         |
|          | Partido Aprista Peruano                                               | 1         |
|          | Lista Independiente N° 3 Frente Nacional de Trabajadores y Campesinos | 1         |
|          | Lista Independiente N° 5 Movimiento Independiente Nueva Juliaca       | 1         |

## Partidos y candidatos
A continuación se muestra una lista de los principales partidos y alianzas electorales que participaron en las elecciones:
| Candidatura | Candidatura | Partidos y alianzas                                                                        | Candidatos | Candidatos                | Ideología                                                        | Resultado previo | Resultado previo | Ref. |
| Candidatura | Candidatura | Partidos y alianzas                                                                        | Candidatos | Candidatos                | Ideología                                                        | Votos (%)        | Reg.             | Ref. |
| ----------- | ----------- | ------------------------------------------------------------------------------------------ | ---------- | ------------------------- | ---------------------------------------------------------------- | ---------------- | ---------------- | ---- |
|             | APRA        | Lista - Partido Aprista Peruano (APRA)                                                     |            | Pascual Bernal Salas      | Aprismo                                                          | 9.30%            | 1                |      |
|             | SU          | Lista - Siempre Unidos (SU)                                                                |            | David Mamani Paricahua    | Fujimorismo Partido atrapalotodo                                 | 6.57%            | 0                |      |
|             | MARQA       | Lista - Movimiento por la Autonomía Regional Quechua y Aymara (MARQA)                      |            | Cliver Sanabria Serna     | Regionalismo puneño                                              | 6.56%            | 0                |      |
|             | PDR         | Lista - Poder Democrático Regional (PDR)                                                   |            | Luis Chayña Aguilar       | Regionalismo puneño                                              | 5.17%            | 0                |      |
|             | RA          | Lista - Renacimiento Andino (RA)                                                           |            | Hugo Cano Montoya         | Indigenismo Plurinacionalismo Socialdemocracia                   | 4.43%            | 0                |      |
|             | FD          | Lista - Fuerza Democrática (FD)                                                            |            | Máximo Solaligue Jara     | Reformismo                                                       | 2.98%            | 0                |      |
|             | SP          | Lista - Somos Perú (SP)                                                                    |            | Flavio Quispe Canaza      | Democracia cristiana Conservadurismo social                      | 3.11%            | 0                |      |
|             | UN          | Lista - Unidad Nacional (UN) – Partido Popular Cristiano (PPC) – Solidaridad Nacional (SN) |            | Emilio Barahona Chura     | Democracia cristiana Conservadurismo Neoliberalismo              | 1.95%            | 0                |      |
|             | AP          | Lista - Acción Popular (AP)                                                                |            | Óscar Arias Paredes       | Humanismo Nacionalismo cívico Reformismo                         | 1.79%            | 0                |      |
|             | UPP         | Lista - Unión por el Perú (UPP)                                                            |            | Pedro Cáceres Barrionuevo | Nacionalismo de izquierda Socialdemocracia                       | 1.01%            | 0                |      |
|             | Sí Cumple   | Lista - Agrupación Independiente Sí Cumple (Sí Cumple)                                     |            | Roger Limachi Condori     | Fujimorismo Populismo de derecha                                 | Nuevo            | Nuevo            |      |
|             | CFP         | Lista - Con Fuerza Perú (CFP)                                                              |            | Walter Chávez Mamani      | Fujimorismo Partido atrapalotodo                                 | Nuevo            | Nuevo            |      |
|             | AvP         | Lista - Avanza País (AvP)                                                                  |            | Edgar Portillo Huanca     | Conservadurismo social Etnocacerismo Socialdemocracia            | Nuevo            | Nuevo            |      |
|             | FN          | Lista - Fuerza Nacional (FN)                                                               |            | Eleuterio Suca Condori    | Conservadurismo social Liberalismo económico                     | Nuevo            | Nuevo            |      |
|             | RN          | Lista - Restauración Nacional (RN)                                                         |            | Hugo Quinto Huamán        | Liberalismo económico Conservadurismo social Humanismo cristiano | Nuevo            | Nuevo            |      |
|             | PNP         | Lista - Partido Nacionalista Peruano (PNP)                                                 |            | Jorge Torres Samillán     | Socialismo democrático Nacionalismo de izquierda                 | Nuevo            | Nuevo            |      |
|             | CRS         | Lista - Movimiento Político Construyendo por la Región Sur (CRS)                           |            | Walter Mendoza Quispe     | Regionalismo puneño                                              | Nuevo            | Nuevo            |      |
|             | MAS         | Lista - Movimiento Andino Socialista (MAS)                                                 |            | José Sequeiros Ocampo     | Regionalismo puneño                                              | Nuevo            | Nuevo            |      |
|             | MyD         | Lista - Moral y Desarrollo (MyD)                                                           |            | Óscar Cáceres Rodríguez   | Regionalismo puneño                                              | Nuevo            | Nuevo            |      |
|             | UD          | Lista - Unidos por el Desarrollo (UD)                                                      |            | Hernán Larico Vera        | Regionalismo puneño                                              | Nuevo            | Nuevo            |      |
|             | MIA         | Lista - Movimiento Regional de Integración Andina (MIA)                                    |            | Juan Luque Mamani         | Regionalismo puneño                                              | Nuevo            | Nuevo            |      |

## Resultados

### Sumario general

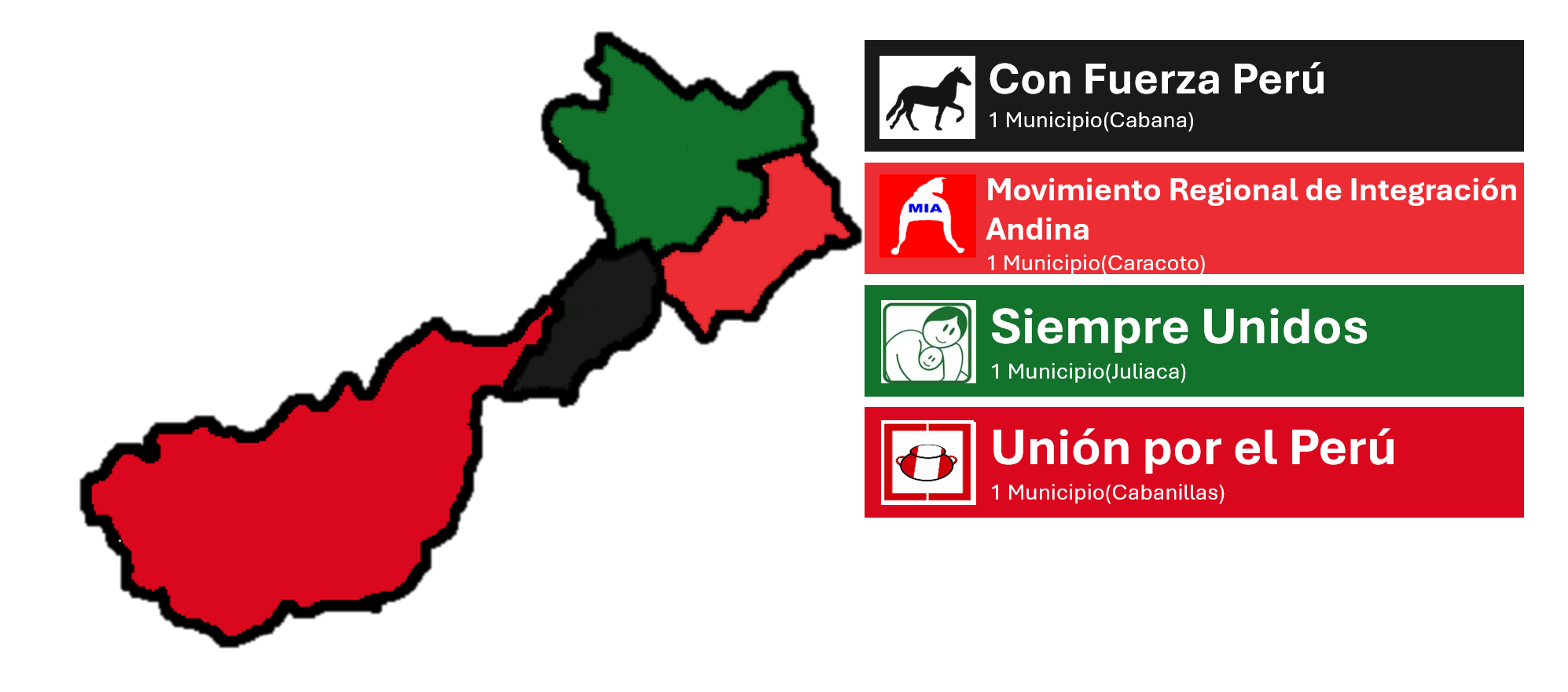
Resultados de las elecciones municipales distritales de San Román de 2006.

| |                                                               |              |              |              |           |           |  |  |
| Partidos y coaliciones | Partidos y coaliciones                                        | Voto popular | Voto popular | Voto popular | Regidores | Regidores |  |  |
| Partidos y coaliciones | Partidos y coaliciones                                        | Votos        | %            | ±pp          | Total     | +/−       |  |  |
| | Siempre Unidos (SU)                                           | 17,749       | 15.39        | +8.82        | 7         | +7        |  |  |
| | Restauración Nacional (RN)                                    | 16,469       | 14.28        | Nuevo        | 1         | +1        |  |  |
| | Movimiento Regional de Integración Andina (MIA)               | 13,975       | 12.11        | Nuevo        | 1         | +1        |  |  |
| | Poder Democrático Regional (PDR)                              | 12,243       | 10.61        | +5.44        | 1         | +1        |  |  |
| | Moral y Desarrollo (MyD)                                      | 10,096       | 8.75         | Nuevo        | 1         | +1        |  |  |
| | Movimiento Político Construyendo por la Región Sur (CRS)      | 7,310        | 6.34         | Nuevo        | 0         | ±0        |  |  |
| | Avanza País (AvP)                                             | 6,478        | 5.62         | Nuevo        | 0         | ±0        |  |  |
| | Partido Aprista Peruano (APRA)                                | 6,012        | 5.21         | –4.09        | 0         | –1        |  |  |
| | Agrupación Independiente Sí Cumple (Sí Cumple)                | 3,105        | 2.69         | Nuevo        | 0         | ±0        |  |  |
| | Unión por el Perú (UPP)1                                      | 2,887        | 2.50         | +1.49        | 0         | ±0        |  |  |
| | Partido Nacionalista Peruano (PNP)                            | 2,750        | 2.38         | Nuevo        | 0         | ±0        |  |  |
| | Movimiento Andino Socialista (MAS)                            | 2,373        | 2.06         | Nuevo        | 0         | ±0        |  |  |
| | Con Fuerza Perú (CFP)                                         | 2,099        | 1.82         | Nuevo        | 0         | ±0        |  |  |
| | Unidad Nacional (UN)                                          | 1,891        | 1.64         | –0.31        | 0         | ±0        |  |  |
| | Unidos por el Desarrollo (UD)                                 | 1,866        | 1.62         | Nuevo        | 0         | ±0        |  |  |
| | Fuerza Democrática (FD)                                       | 1,774        | 1.54         | –1.44        | 0         | ±0        |  |  |
| | Acción Popular (AP)                                           | 1,533        | 1.33         | –0.46        | 0         | ±0        |  |  |
| | Renacimiento Andino (RA)                                      | 1,428        | 1.24         | –3.19        | 0         | ±0        |  |  |
| | Fuerza Nacional (FN)                                          | 1,371        | 1.19         | Nuevo        | 0         | ±0        |  |  |
| | Somos Perú (SP)                                               | 1,251        | 1.08         | –2.03        | 0         | ±0        |  |  |
| | Movimiento por la Autonomía Regional Quechua y Aymara (MARQA) | 697          | 0.60         | –5.96        | 0         | ±0        |  |  |
| |                                                               |              |              |              |           |           |  |  |
| Total | Total                                                         | 115,357      |              |              | 11        | ±0        |  |  |
| |                                                               |              |              |              |           |           |  |  |
| Votos válidos | Votos válidos                                                 | 115,357      | 89.38        | +3.89        |           |           |  |  |
| Votos en blanco | Votos en blanco                                               | 2,559        | 1.98         | –0.49        |           |           |  |  |
| Votos nulos | Votos nulos                                                   | 11,141       | 8.63         | –3.40        |           |           |  |  |
| Votos emitidos | Votos emitidos                                                | 129,057      | 91.06        | +0.34        |           |           |  |  |
| Abstenciones | Abstenciones                                                  | 12,664       | 8.94         | –0.34        |           |           |  |  |
| Votantes registrados | Votantes registrados                                          | 141,721      |              |              |           |           |  |  |
| |                                                               |              |              |              |           |           |  |  |
| Fuente: |                                                               |              |              |              |           |           |  |  |
| Notas al pie: 1 Comparado con los resultados de Agrupación Independiente Unión por el Perú – Frente Amplio (UPP) en las elecciones de 2002. |                                                               |              |              |              |           |           |  |  |
| Notas al pie: |                                                               |              |              |              |           |           |  |  |
| 1 Comparado con los resultados de Agrupación Independiente Unión por el Perú – Frente Amplio (UPP) en las elecciones de 2002.               |                                                               |              |              |              |           |           |  |  |

## Elecciones municipales distritales

### Sumario general
| | Movimiento Regional de Integración Andina (MIA)          | 821   | 11.69 | Nuevo  | 1 | +1 |  |  |
| | Movimiento Político Construyendo por la Región Sur (CRS) | 648   | 9.23  | Nuevo  | 0 | ±0 |  |  |
| | Moral y Desarrollo (MyD)                                 | 618   | 8.80  | Nuevo  | 0 | ±0 |  |  |
| | Unidad Nacional (UN)                                     | 617   | 8.79  | +3.45  | 0 | ±0 |  |  |
| | Unión por el Perú (UPP)1                                 | 538   | 7.66  | +5.95  | 1 | +1 |  |  |
| | Restauración Nacional (RN)                               | 487   | 6.93  | Nuevo  | 0 | ±0 |  |  |
| | Partido Aprista Peruano (APRA)                           | 455   | 6.48  | –3.52  | 0 | ±0 |  |  |
| | Acción Popular (AP)                                      | 425   | 6.05  | +1.90  | 0 | ±0 |  |  |
| | Movimiento Andino Socialista (MAS)                       | 422   | 6.01  | Nuevo  | 0 | ±0 |  |  |
| | Con Fuerza Perú (CFP)                                    | 393   | 5.60  | Nuevo  | 1 | +1 |  |  |
| | Siempre Unidos (SU)                                      | 383   | 5.45  | Nuevo  | 0 | ±0 |  |  |
| | Renacimiento Andino (RA)                                 | 307   | 4.37  | –2.89  | 0 | ±0 |  |  |
| | Fuerza Nacional (FN)                                     | 260   | 3.70  | Nuevo  | 0 | ±0 |  |  |
| | Partido Nacionalista Peruano (PNP)                       | 172   | 2.45  | Nuevo  | 0 | ±0 |  |  |
| | Fuerza Democrática (FD)                                  | 145   | 2.06  | Nuevo  | 0 | ±0 |  |  |
| | Avanza País (AvP)                                        | 129   | 1.84  | Nuevo  | 0 | ±0 |  |  |
| | Unidos por el Desarrollo (UD)                            | 107   | 1.52  | Nuevo  | 0 | ±0 |  |  |
| | Frente Popular Agrícola del Perú (Frepap)                | 73    | 1.04  | Nuevo  | 0 | ±0 |  |  |
| | Agrupación Independiente Sí Cumple (Sí Cumple)           | 23    | 0.33  | Nuevo  | 0 | ±0 |  |  |
| |                                                          |       |       |        |   |    |  |  |
| Total | Total                                                    | 7,023 |       |        | 3 | ±0 |  |  |
| |                                                          |       |       |        |   |    |  |  |
| Votos válidos | Votos válidos                                            | 7,023 | 76.85 | +10.01 |   |    |  |  |
| Votos en blanco | Votos en blanco                                          | 1,456 | 15.93 | +2.03  |   |    |  |  |
| Votos nulos | Votos nulos                                              | 659   | 7.21  | –12.05 |   |    |  |  |
| Votos emitidos | Votos emitidos                                           | 9,138 | 91.96 | +3.36  |   |    |  |  |
| Abstenciones | Abstenciones                                             | 799   | 8.04  | –3.36  |   |    |  |  |
| Votantes registrados | Votantes registrados                                     | 9,937 |       |        |   |    |  |  |
| |                                                          |       |       |        |   |    |  |  |
| Fuente: |                                                          |       |       |        |   |    |  |  |
| Notas al pie: 1 Comparado con los resultados de Agrupación Independiente Unión por el Perú – Frente Amplio (UPP) en las elecciones de 2002. |                                                          |       |       |        |   |    |  |  |
| Notas al pie: |                                                          |       |       |        |   |    |  |  |
| 1 Comparado con los resultados de Agrupación Independiente Unión por el Perú – Frente Amplio (UPP) en las elecciones de 2002.               |                                                          |       |       |        |   |    |  |  |

### Resultados por distrito
La siguiente tabla enumera el control de los distritos de la provincia de San Román. El cambio de mando de una organización política se resalta del color de ese partido.
| Distrito   | Alcalde(sa) titular     | Partido político | Partido político         | Alcalde(sa) electo(a) | Partido político | Partido político   |
| ---------- | ----------------------- | ---------------- | ------------------------ | --------------------- | ---------------- | ------------------ |
| Cabana     | Patricio Colca Huaranca |                  | Frente Unido Progresista | Cesario Vilca Quispe  |                  | Con Fuerza Perú    |
| Cabanillas | Nicomedes Marín Centeno |                  | Nueva Juliaca            | Jesús Quispe Mamani   |                  | Unión por el Perú  |
| Caracoto   | Roger Huacani Paye      |                  | Moral y Desarrollo       | Fredy Silva Mamani    |                  | Integración Andina |